# Xiaodao lun
Das Xiaodao lun (chinesisch 笑道論 / 笑道论, Pinyin Xiàodào lùn, W.-G. Hsiao-tao lun, englisch Laughing at the Tao – „Über das Dao lachen“) von dem daoistischen Renegaten und Mathematiker Zhen Luan (甄鸞) aus dem Jahr 570 der Regierungszeit des Kaisers Wu (reg. 560–78) der Nördlichen Zhou-Dynastie (556–581) ist eine Polemik über die Lächerlichkeit der daoistischen Religion. Sie gibt die Debatten zwischen den Anhängern des Buddhismus und des Daoismus im mittelalterlichen China des 6. Jahrhunderts wieder. Die Absurditäten und Widersprüche der daoistischen Lehre, von Mythologie, Ritualen und religiösen Praktiken werden aus buddhistischer Perspektive offengelegt.

## Ausgaben und Übersetzungen
- Das Werk ist im Buddhistischen Kanon im Guang hongming ji 廣弘明集 enthalten (T. 2103).
- Livia Kohn: Laughing at the Tao: Debates among Buddhists and Taoists in Medieval China. Princeton University Press, Princeton 1995. (Übersetzung)